# Borač (Knić)
Pour les articles homonymes, voir Borač.
Borač (en serbe cyrillique : Борач) est un village de Serbie situé dans la municipalité de Knić, district de Šumadija. Au recensement de 2011, il comptait 601 habitants.

## Histoire

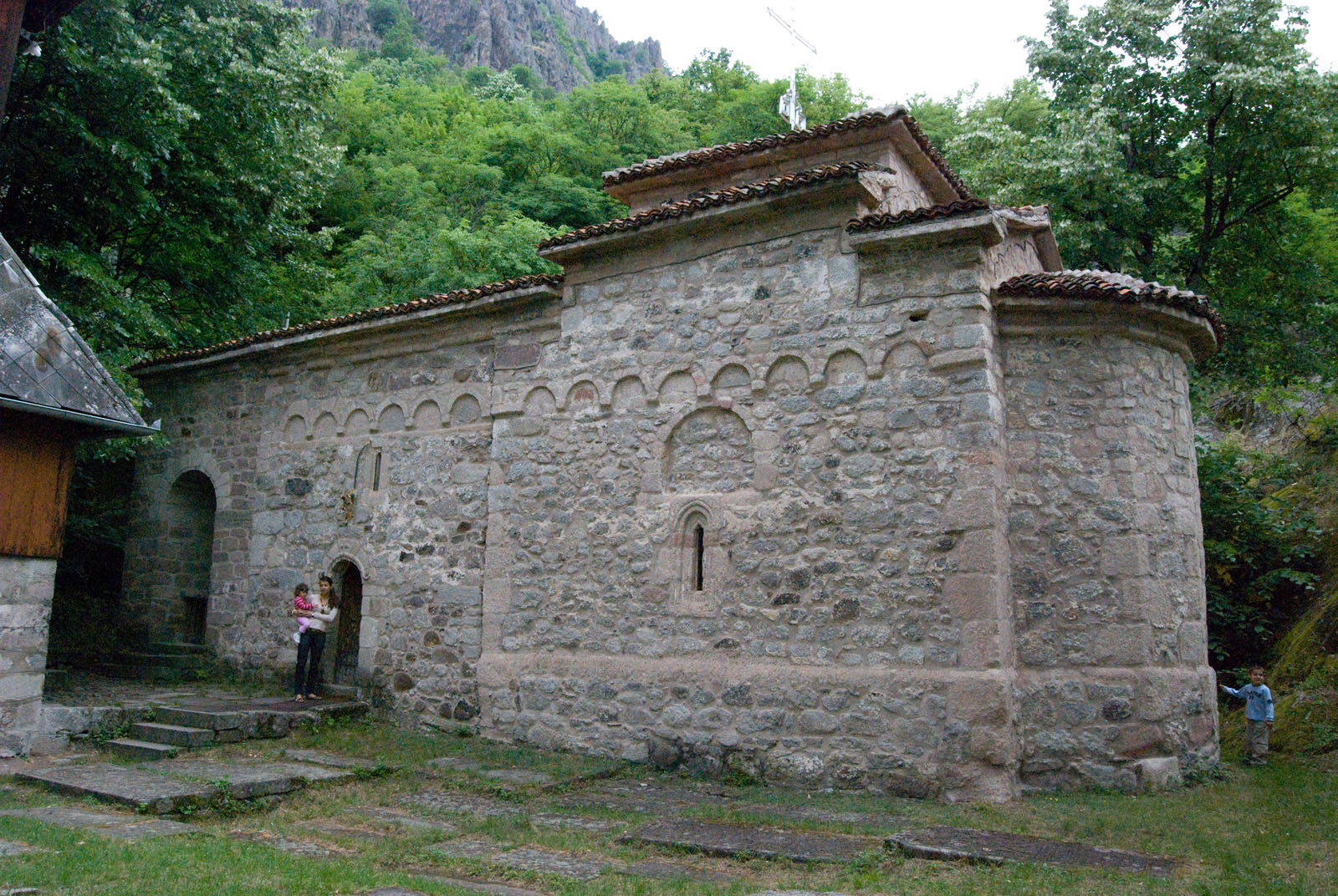
L'église Saint-Michel de Borač, XIVe siècle

L'église de Borač date du XIVe siècle.

## Démographie
| 1948  | 1953  | 1961  | 1971  | 1981  | 1991 | 2002 | 2011 |
| ----- | ----- | ----- | ----- | ----- | ---- | ---- | ---- |
| 1 428 | 1 398 | 1 318 | 1 176 | 1 017 | 872  | 692  | 601  |

|  |